# Office central de statistiques (Hongrie)
Vous pouvez aider à l'améliorer ou bien discuter des problèmes sur sa page de discussion.
- Il ne cite pas suffisamment ses sources. Vous pouvez indiquer les passages à sourcer avec {{référence nécessaire}} ou {{Référence souhaitée}}, et inclure les références utiles en les liant aux notes de bas de page. (Marqué depuis avril 2024)
- Certaines informations devraient être mieux reliées aux sources mentionnées dans la bibliographie ou les liens externes. Améliorez sa vérifiabilité en les associant par des références. (Marqué depuis avril 2024)
- Il ne s’appuie pas, ou pas assez, sur des sources secondaires ou tertiaires. (Marqué depuis avril 2024)

- Archive Wikiwix
- Bing
- Cairn
- DuckDuckGo
- E. Universalis
- Gallica
- Google
- G. Books
- G. News
- G. Scholar
- Persée
- Qwant
- (zh) Baidu
- (ru) Yandex
- (wd) trouver des œuvres sur Wikidata

Pour les autres articles nationaux ou selon les autres juridictions, voir Institut national de la statistique.
Office central de statistiques (hongrois : Központi Statisztikai Hivatal, KSH) est une autorité administrative indépendante du gouvernement hongrois chargé de collecter, traiter et publier les statistiques sur la Hongrie et ses habitants.

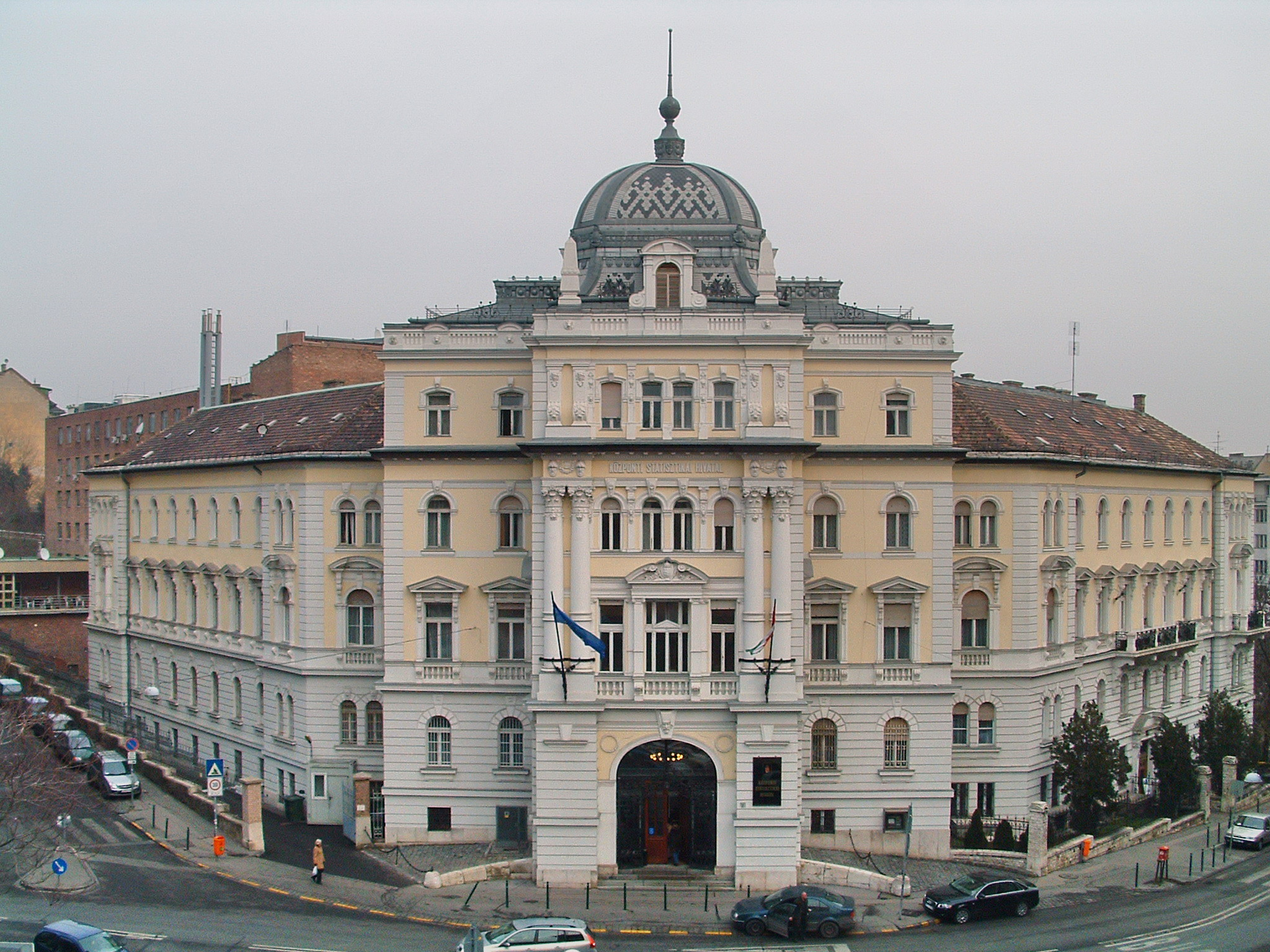
Siège du KSH, Keleti Károly utca à Budapest.

## Sources externes
- (hu + en) Site officiel
- Notices d'autorité :   - VIAF
  - ISNI
  - BnF (données)
  - IdRef
  - LCCN
  - Israël
  - Catalogne
  - Tchéquie
  - WorldCat